# الثمامة (الدوحة)
الثُمَامة هي منطقة تابعة لبلديتي الدوحة والوكرة في قطر، وهي واحد من خمسة مواقع لمشروع ترعاه الحكومة لتطوير الخزانات المائية في البلاد، كان من المتوقع أن تكون الخزانات المائية، بمجرد اكتمالها في التاريخ المقدر لعام 2017، أن تكون الأكبر في فئتها في العالم، ويوجد بها استاد الثمامة أحد الملاعب المقترحة لاستضافة كأس العالم 2022.
باعتبارها واحدة من أحدث أحياء الدوحة، فإن المنطقة جيدة التخطيط وجرى تصميمها وفقًا لنمط شبكي دقيق، خططت سلطات المدينة لأول مرة للمنطقة في التسعينيات، ومنذ ذلك الحين نمت بمعدل سريع. أُنشئت المنطقة في الأساس كمنطقة سكنية، حيث يعتبر القطريون والمغتربون العرب أكثر المجموعات المقيمة هناك. يرتبط نظام الطرق في الدوحة بشكل جيد بالمنطقة، حيث يمر من خلالها طرق مهمة مثل الطريق الدائري الخامس والطريق الدائري السادس وشارع المطار، علاوة على ذلك، فهي قريبة من مطار حمد الدولي.

## أصل التسمية
تستمد المنطقة اسمها من نبات ينمو بكثرة في المنطقة، يُعرف محليًّا باسم الثمام، وهو عبارة عن عشب معمر يتكيف مع المناخ الصحراوي.

## النقل
شركة النقل الرسمية في قطر هي مواصلات، وتخدم المجتمع من خلال تشغيل خطوط الحافلات العامة، وتعمل الثمامة بمثابة محطة لخَطَّي حافلات، كلاهما يغادر من محطة حافلات الغانم. يتوقف الخط رقم 10 عند النجمة والمنصورة ومحطة الثمامة في موقف الحافلات رقم 5، ويعمل بمعدل تكرار كل 30 دقيقة في جميع أيام الأسبوع، أما المسار الآخر، والذي يُسمى بالطريق 11، فيتوقف عند النجمة ولولو هايبر ماركت والمطار العتيق ومحطة في الثمامة بالقرب من المجلس الأعلى للتعليم، ويعمل بمعدل تكرار كل 20 دقيقة في جميع أيام الأسبوع. الطرق الرئيسية التي تمر عبر المنطقة هي الطريق الدائري الخامس وشارع المطار وشارع الفضيل.

## الرياضة
تم بناء استاد الثمامة، أحد ملاعب كأس العالم 2022 في المنطقة، وصممه المهندس المعماري القطري إبراهيم الجيدة، ويتسع لـ40,000 متفرج، ويظهر تصميمه على شكل قبعة عربية تقليدية تُعرف باسم «القَحْفِيَّة».

## التركيبة السكانية
وفقًا لتعداد عام 2010، كانت المنطقة تتألف من 3,451 وحدة سكنية، و124 منشأة، وكان هناك 16,596 شخصًا يعيشون في المنطقة، منهم 63% ذكور و37% إناث، وكان 75% منهم يبلغون من العمر 20 عامًا أو أكثر، و25% كانوا تحت سن العشرين، ويشكل الأشخاص العاملون 63% من إجمالي السكان، وتمثل الإناث 24% من السكان العاملين، بينما يمثل الذكور 76% من السكان العاملين.

## معرض الصور

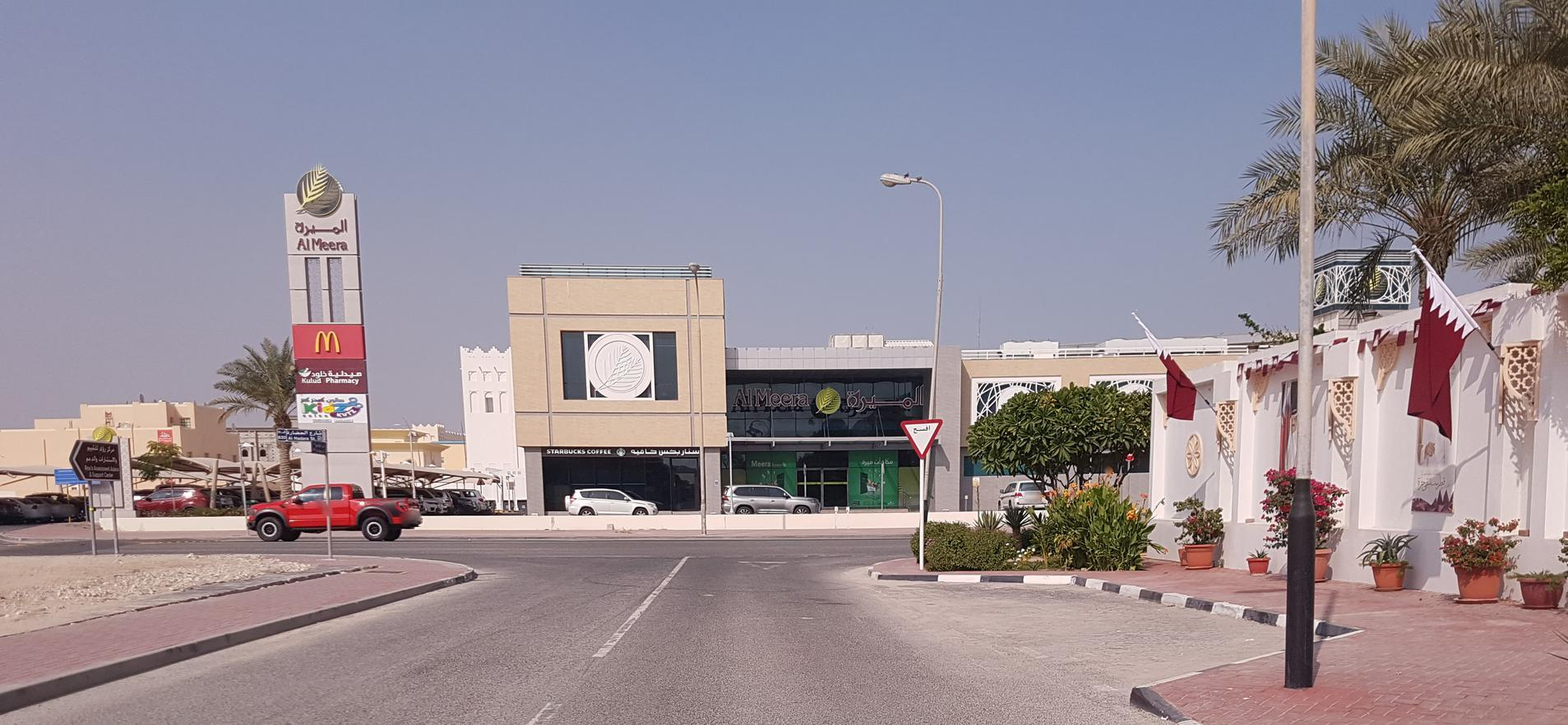
سوبر سنتر الميرة بشارع الحضرة بالثمامة.
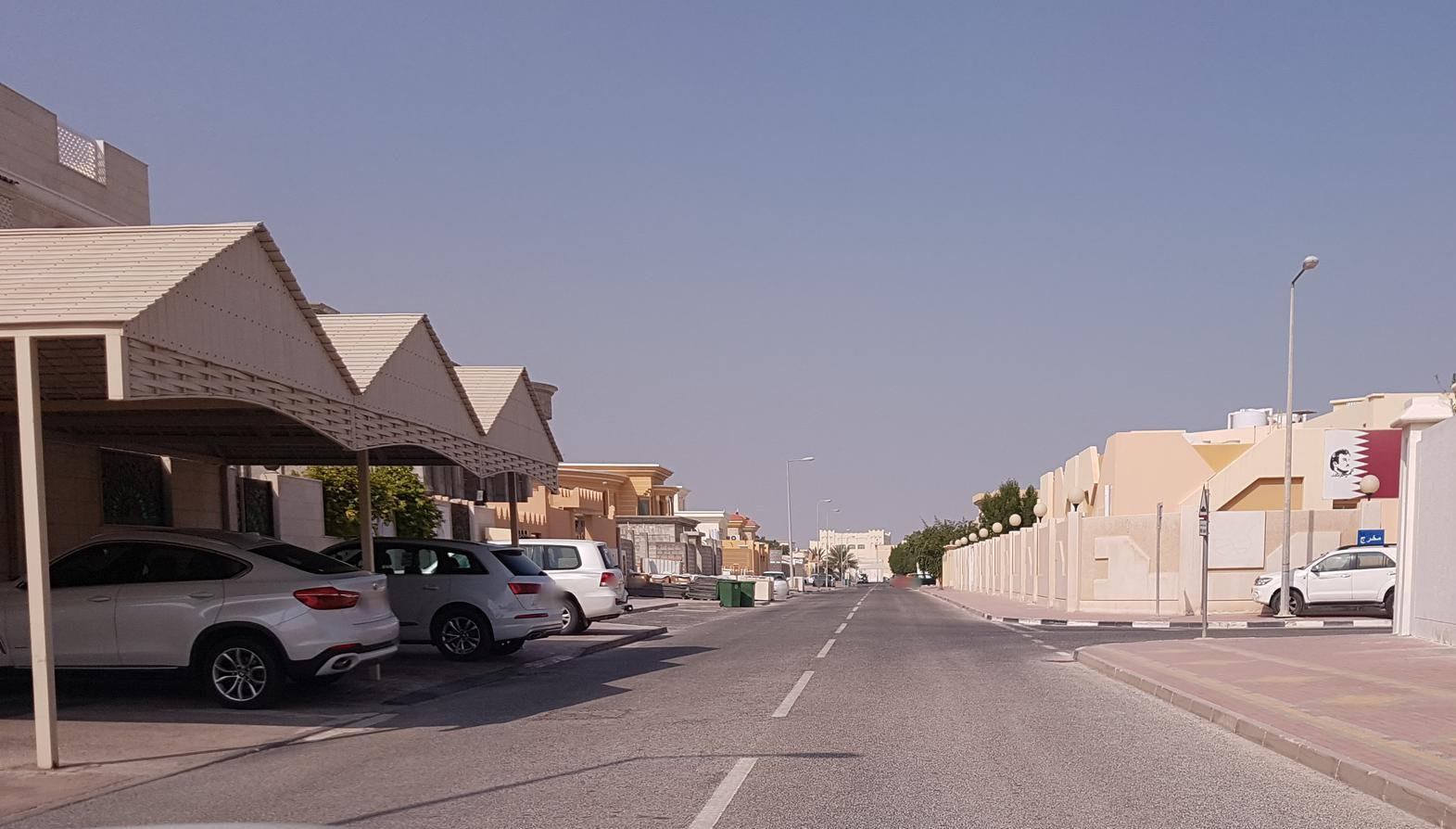
شارع ابن البيطار في الثمامة.